# Petra Niemann
Petra Niemann (* 14. August 1978 in Berlin) ist eine deutsche Seglerin. 2006 gewann sie Silber bei der Weltmeisterschaft.

## Leben
Petra Niemann begann ihre Karriere in der Europe-Jolle. 1998 gewann sie ihren ersten deutschen Meistertitel. Bei der Kieler Woche wurde sie 1999 Dritte, ein Jahr später belegte sie bei den Olympischen Spielen 2000 den 13. Platz. 2001 gewann sie erneut die Deutsche Meisterschaft; 2002 wurde sie in Kanada Weltmeisterschaftsdritte hinter Siren Sundby und Sari Multala. 2003 gewann sie bei der Deutschen Meisterschaft und bei der Kieler Woche, bei der Weltmeisterschaft belegte sie den fünften Platz. Bei den Olympischen Spielen 2004 belegte Niemann den zehnten Platz.
Nach der Olympiasaison stieg Niemann in die Laser-Jolle um. Nach einem dritten Platz 2005 gewann sie 2006 mit dem neuen Boot bei der Kieler Woche. Bei der Weltmeisterschaft in Los Angeles wurde sie Zweite hinter der Chinesin Xu Lijia. 2007 belegte sie bei der Weltmeisterschaft vor Cascais den dritten Platz.
Petra Niemann startet für den Verein Seglerhaus am Wannsee unter Trainer Tytus Konarzewski.